# プコン

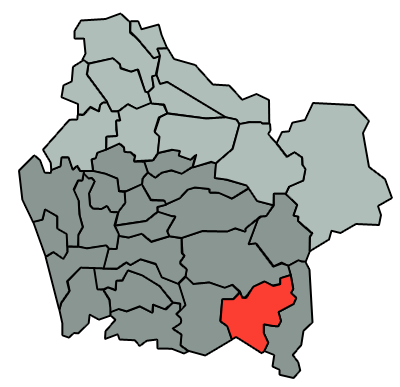
プコン

プコン（Pucón）は、チリのラ・アラウカニア州カウティーン県の都市。面積1,429km2、人口約14,000人。

## 概要
プコン市は、首都サンティアゴの南650km、州都テムコの南東100kmに位置する。標高227m。名称はマプチェ語で「山脈への入り口」を意味する。湖と火山に近く、そして特に夏の気候の穏やかさから、プコンは観光地として高い人気を誇っている。

## 歴史
プコン成立の起源は、1883年2月27日アラウカニア制圧作戦中にチリ陸軍によって設けられた砦に求めることができる。その後は、移住者と先住民族とが共存する形で牛の放牧場開拓や森林資源の活用が行われ、これらが経済を支える主要な産業となった。19世紀末から20世紀にかけてドイツ系などの多くのヨーロッパ移民が住み着き、彼らの手によって1930年代以降から観光地としての体裁が整い始めた。国有鉄道敷設プロジェクトの一環としてグラン・ホテル・プコン(Gran Hotel Pucón)が建設され、同時に小規模なホテル（La Posada、Acevedo、Playa、GudenschwagerやSuiza）が営業を開始し、これらは都市に活況をもたらした。

## 観光
ビジャリカ火山(en)やビジャリカ湖を始めとするいくつもの山や湖、自然保護区や温泉など、プコンを取り巻く豊かな自然環境は、当地を一年を通じたチリのアドベンチャーツアーのメッカたらしめている。夏には湖で水上スキーなどウォータースポーツや日光浴を楽しめ、河川でのホワイトウォーターラフティングやカヤック、釣りも盛んである。ハイキングやキャンプ、登山やジップラインなどの野外スポーツやバードウオッチングの適地も多く、牧場での乗馬も体験できる。冬にはビジャリカ火山のゲレンデでスキーやスノーボードに興じることもできる。そして一年を通じて、温泉を楽しめるのもプコンの魅力である。

### 主な自然
- 自然公園：ビジャリカ自然公園(en)、Huerquehue National Park、Villarrica National Reserve
- 火山：ビジャリカ火山、Mocho、Quetrupillán、Lanín
- 主な湖：ビジャリカ湖(en), Caburgua、Tinquilco
- 主な河川：Trancura
- 主な温泉：Palguín、Rio Blanco、Huife、Quimey-Co、Los Pozones

## 姉妹都市
- レイクオスエゴ市 (オレゴン州)、アメリカ合衆国